# Eueides isabella
Eueides isabella es una especie de lepidóptero de la familia Nymphalidae. Es originaria de América.

## Descripción
Es una mariposa grande con una envergadura alar de 6,5 a 9 cm. Por encima es de color marrón a negro, adornado con tiras de color cobre. Su periodo de vuelo abarca todo el año en su hábitat tropical. Sus actividades se extienden incluso con poca luz.
Las larvas se alimentan de Passiflora platyloba, Passiflora ambigua, Passiflora quadrangularis y Passiflora edulis.

## Distribución
Reside desde el sur de México, América Central y el Caribe hasta la cuenca del Amazonas.

## Subespecies
- Eueides isabella isabella (Stoll, 1781) en Surinam.
- Eueides isabella arquata Stichel, 1903 en Colombia.
- Eueides isabella cleobaea Geyer, 1832 en Cuba, Puerto Rico y América Central.
- Eueides isabella dianasa (Hübner, [1806])
- Eueides isabella dissoluta Stichel, 1903 en Perú y Ecuador.
- Eueides isabella dynastes C. et R. Felder, 1861 en Venezuela y Colombia.
- Eueides isabella ecuadorensis Strand, 1909 en Ecuador.
- Eueides isabella eva (Fabricius, 1793) en México, Honduras, Nicaragua, Honduras y Panamá.
- Eueides isabella hippolinus Butler, 1873 en Perú.
- Eueides isabella huebneri Ménétriés, 1857 en Colombia.
- Eueides isabella melphis (Godart, 1819) en Haití y las Antillas.
- Eueides isabella nigricornis Maza, 1982 en Brasil.
- Eueides isabella ssp. en Brasil

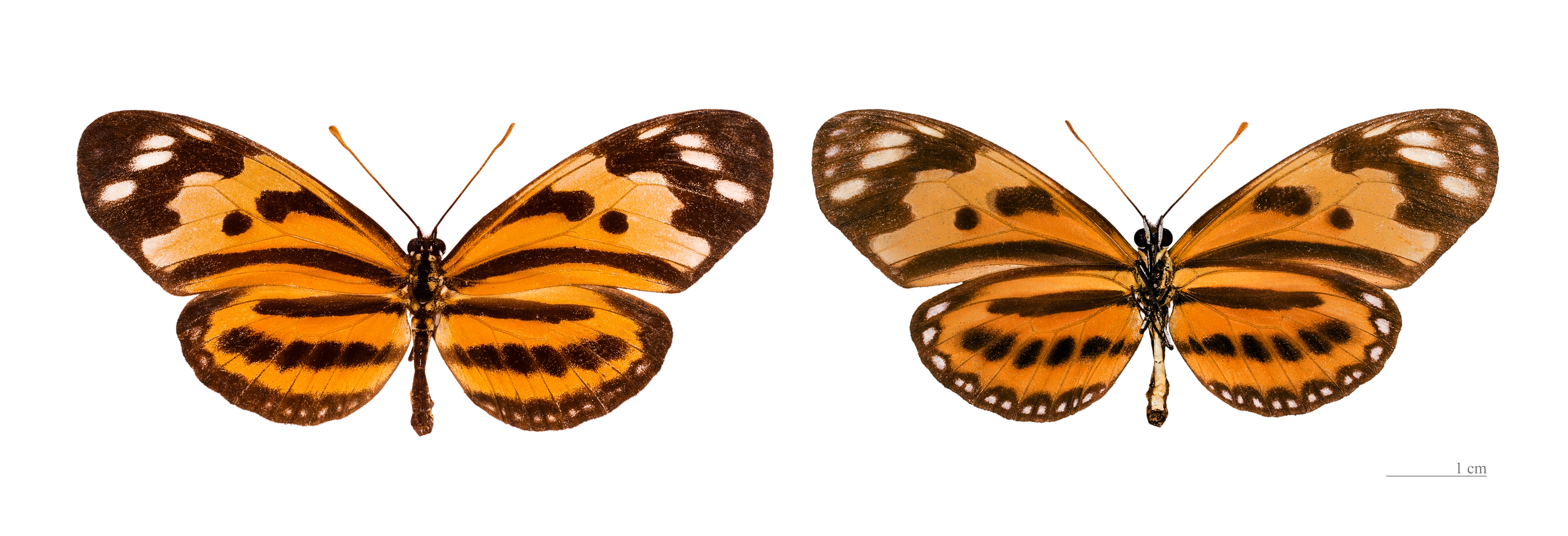
Eueides isabella isabella